# Ordres, décorations et médailles du Vietnam du Sud
Le système des ordres, décorations et médailles Viêt Nam du Sud  a vu le jour avec la création de l'ordre national du Viêt Nam en 1950. Créé par Bảo Đại, le chef d'État de l'État du Viêt Nam, l'ordre était la plus haute distinction de l'État, tant pour les civils que pour le personnel militaire. Ce niveau de préséance s'est maintenu sous le gouvernement du Sud-Vietnam. Des distinctions de rang inférieur ont été créées par la suite, tant pour les militaires que pour les civils. Les systèmes de récompenses civiles et militaires avaient leur propre ordre de préséance.

## Ordre national
- Ordre national du Vietnam[1]

 Chevalier grand-croix
 Grand officier
 Commander
 Officier
 Chevalier

## Récompenses et décorations militaires
Les distinctions militaires sont portées dans l'ordre suivant:
- Médaille du Mérite militaire
- Ordre du Service distingué

 Première classe de l'Armée de terre
 Deuxième classe de l'Armée de terre
 Première classe de l'Armée de l'air
 Deuxième classe de l'Armée de l'air
 Première classe de la Marine
 Deuxième classe de la Marine
- Médaille du Service méritoire

 Médaille du Service méritoire de l'Armée
 Médaille du Service méritoire de l'Armée de l'air
 Médaille du Service méritoire de la Marine
- Médaille du Service spécial
- Croix de la Vaillance

 Croix de la Vaillance avec palme (citée au niveau des forces armées)
 Croix de la Vaillance avec étoile d'or (citée au niveau du corps)
 Croix de la Vaillance avec étoile d'argent (citée au niveau de la division)
 Croix de la Vaillance avec étoile de bronze (citée au niveau du régiment ou de la brigade)
 Croix de la Vaillance Prix d'unité
- Croix de la Vaillance de l'Armée de l'air

 Ruban de l'Aile d'or
 Ruban de l'Aile d'argent
 Ruban de l'Aile de bronze
- Croix de la Vaillance de la Marine

 Ruban de l'Ancre d'or
 Ruban de l'Ancre d'argent
 Ruban de l'Ancre de bronze
- Médaille pour Services dangereux
- Médaille de Sauvetage
- Médaille de la Loyauté
- Médaille des blessés
- Médaille d'honneur des Forces armées

 Première classe
 Seconde classe
- Médaille de commandement

 Niveau des forces armées
 Niveau du corps d'armées
 Niveau de la division
 Niveau de la brigade
 Niveau du régiment
 Niveau du bataillon
 Niveau de la compagnie
- Staff Service Medal

 Première classe
 Seconde classe
- Technical Service Medal

 Première classe
 Seconde classe
- Training Service Medal

 Première classe
 Second class
- Civil Actions Medal

 Première classe
 Seconde classe
 Unit Citation
- Médaille de bonne conduite

 Première classe
 Seconde classe
 Troisième classe
 Quatrième classe
 Cinquième classe
- Médaille de la campagne du Viêt Nam
- Médaille de service militaire

 Première classe
 Seconde classe
 Troisième classe
 Quatrième classe
 Cinquième classe
- Médaille du Service aérien

 Première classe
 Seconde classe
 Troisième classe
 Classe d'honneur
- Médaille du service de la marine

 Première classe
 Seconde classe
 Troisième classe
 Classe d'honneur
- Médaille pour les campagnes hors frontières
- Médaille de l'expédition nordique de l'armée de l'air

## Récompenses et décorations civiles
Les distinctions civiles sont portées dans l'ordre suivant:
- Khim Khanh

 Classe exceptionnelle
 Première classe
 Seconde classe
 Troisième classe
- Chuong My Medal

 Première classe
 Seconde classe
- Administrative Service Medal

 Première classe
 Seconde classe
- Dedicated Service Medal

 Première classe
 Seconde classe
- Justice Medal

 Première classe
 Seconde classe
- Cultural and Educational Service Medal

 Première classe
 Seconde classe
- Public Health Service Medal

 Première classe
 Seconde classe
- Social Service Medal

 Première classe
 Seconde classe
- Economic Service Medal

 Première classe
 Seconde classe
- Finance Service Medal

 Première classe
 Seconde classe
- Psychological Warfare Medal

 Première classe
 Seconde classe
- Agricultural Service Medal

 Première classe
 Seconde classe
- Public Works, Communication and Transportation Service Medal

 Première classe
 Seconde classe
- Labor Medal

 Première classe
 Seconde classe
 Troisième classe
- Médaille du développement révolutionnaire rural
- Ethnic Development Medal

 Première classe
 Seconde classe
- Veterans Medal

 Première classe
 Seconde classe
- Police Merit Medal

 Première classe
 Seconde classe
 Troisième classe
 Citation de l'unité
- Police Honor Medal

 Première classe
 Seconde classe
 Troisième classe
 Citation de l'unité
- People's Self-Defense Medal

 Première classe
 Seconde classe
- Youth and Sports Service medal

 Première classe
 Seconde classe
- Médaille de la défense commune du Hameau

## Autres récompenses
Ces distinctions ne figurent pas dans l'ordre de préséance des distinctions militaires ou civiles :
- Unity Medal
- Medal of Sacrifice
- Vietnam Presidential Unit Citation

## Bénéficiaires étrangers
De nombreuses récompenses et décorations militaires sud-vietnamiennes ont été décernées à des membres de forces militaires étrangères combattant aux côtés de l'armée sud-vietnamienne ou la conseillant. Certaines récompenses civiles ont également été décernées, mais leur acceptation et leur port ont été limités par les gouvernements des récipiendaires.

## Source
- (en) Cet article est partiellement ou en totalité issu de l’article de Wikipédia en anglais intitulé « Orders, decorations, and medals of South Vietnam » (voir la liste des auteurs).